# Ceraphron meridionalis
Ceraphron meridionalis är en stekelart som beskrevs av William Harris Ashmead 1894. Ceraphron meridionalis ingår i släktet Ceraphron och familjen pysslingsteklar. Inga underarter finns listade i Catalogue of Life.